# 1974-es labdarúgó-világbajnokság-selejtező (UEFA)
Az 1974-es labdarúgó-világbajnokság selejtezőjének UEFA-zónájában összesen 33 nemzet harcolhatta ki a világbajnoki részvételt. Az NSZK rendezőként automatikusan kijutott a világbajnokságra, így a fennmaradó 8,5 helyért 32 ország válogatottja versenyzett. Az európai zóna összesen 9,5 helyet kapott a 16-os mezőnyben. 
A 32 csapatot kilenc csoportba sorolták, négy darab 3 csapatos és öt darab 4 csapatos csoportba. A csapatok egymás ellen oda-visszavágós alapon, hazai pályán és idegenben egyaránt megmérkőztek. A csoportgyőztesek kijutottak az 1974-es világbajnokságra. A 9. csoport győztese interkontinentális pótselejtezőt játszhatott a CONMEBOL-zónából érkező ellenféllel szemben.

## Kiemelés
A sorsolást 1971. július 17-én tartották Düsseldorfban. A 32 válogatott az erőviszonyok alapján négy kalapba került. Az A kalapba kerültek az 1970-es vb-n szerepelt csapatok és Jugoszlávia.
| A kalap | B kalap | C kalap                                                                                                  | D kalap                                            |
| --- | --- | --- | -------------------------------------------------- |
| Olaszország · Anglia · Csehszlovákia · Belgium · Románia · Szovjetunió · Svédország · Bulgária · Jugoszlávia · | Portugália · Spanyolország · Franciaország · NDK · Dánia · Lengyelország · Svájc · Hollandia · Magyarország · | Észak-Írország · Ausztria · Törökország · Írország · Wales · Norvégia · Skócia · Görögország · Albánia · | Finnország · Luxemburg · Málta · Izland · Ciprus · |

### Összegezve
| 1. csoport             | 2. csoport          | 3. csoport          | 4. csoport             | 5. csoport      | 6. csoport                | 7. csoport      | 8. csoport      | 9. csoport      |
| ---------------------- | ------------------- | ------------------- | ---------------------- | --------------- | ------------------------- | --------------- | --------------- | --------------- |
| · Ausztria             | · Olaszország       | · Hollandia         | · NDK                  | · Lengyelország | · Bulgária                | · Spanyolország | · Skócia        | · Szovjetunió   |
| · Svédország           | · Törökország       | · Belgium           | · Románia              | · Anglia        | · Portugália              | · Jugoszlávia   | · Csehszlovákia | · Írország      |
| · Magyarország · Málta | · Svájc · Luxemburg | · Norvégia · Izland | · Finnország · Albánia | · Wales         | · Észak-Írország · Ciprus | · Görögország   | · Dánia         | · Franciaország |

## Csoportok

### 1. csoport
| Hely. | Csapat       | M | Gy | D | V | G+ | G– | Gk  | P | Továbbjutás  |     | Ausztria | Svédország | Magyarország | Málta |
| ----- | ------------ | - | -- | - | - | -- | -- | --- | - | ------------ | --- | -------- | ---------- | ------------ | ----- |
| 1.    | Ausztria     | 6 | 3  | 2 | 1 | 14 | 7  | +7  | 8 | Pótselejtező |     | —        | 2–0        | 2–2          | 4–0   |
| 2.    | Svédország   | 6 | 3  | 2 | 1 | 15 | 8  | +7  | 8 | Pótselejtező |     | 3–2      | —          | 0–0          | 7–0   |
| 3.    | Magyarország | 6 | 2  | 4 | 0 | 12 | 7  | +5  | 8 |              |     | 2–2      | 3–3        | —            | 3–0   |
| 4.    | Málta        | 6 | 0  | 0 | 6 | 1  | 20 | −19 | 0 |              | 0–2 | 1–2      | 0–2        | —            |       |

### 2. csoport
| Hely. | Csapat      | M | Gy | D | V | G+ | G– | Gk  | P  | Továbbjutás                          |     | Olaszország | Törökország | Svájc | Luxemburg |
| ----- | ----------- | - | -- | - | - | -- | -- | --- | -- | ------------------------------------ | --- | ----------- | ----------- | ----- | --------- |
| 1.    | Olaszország | 6 | 4  | 2 | 0 | 12 | 0  | +12 | 10 | Kijutott az 1974-es világbajnokságra |     | —           | 0–0         | 2–0   | 5–0       |
| 2.    | Törökország | 6 | 2  | 2 | 2 | 5  | 3  | +2  | 6  |                                      |     | 0–1         | —           | 2–0   | 3–0       |
| 3.    | Svájc       | 6 | 2  | 2 | 2 | 2  | 4  | −2  | 6  |                                      | 0–0 | 0–0         | —           | 1–0   |           |
| 4.    | Luxemburg   | 6 | 1  | 0 | 5 | 2  | 14 | −12 | 2  |                                      | 0–4 | 2–0         | 0–1         | —     |           |

### 3. csoport
| Hely. | Csapat    | M | Gy | D | V | G+ | G– | Gk  | P  | Továbbjutás                          |     | Hollandia | Belgium | Norvégia | Izland |
| ----- | --------- | - | -- | - | - | -- | -- | --- | -- | ------------------------------------ | --- | --------- | ------- | -------- | ------ |
| 1.    | Hollandia | 6 | 4  | 2 | 0 | 24 | 2  | +22 | 10 | Kijutott az 1974-es világbajnokságra |     | —         | 0–0     | 9–0      | 5–0    |
| 2.    | Belgium   | 6 | 4  | 2 | 0 | 12 | 0  | +12 | 10 |                                      |     | 0–0       | —       | 2–0      | 4–0    |
| 3.    | Norvégia  | 6 | 2  | 0 | 4 | 9  | 16 | −7  | 4  |                                      | 1–2 | 0–2       | —       | 4–1      |        |
| 4.    | Izland    | 6 | 0  | 0 | 6 | 2  | 29 | −27 | 0  |                                      | 1–8 | 0–4       | 0–4     | —        |        |

### 4. csoport
| Hely. | Csapat     | M | Gy | D | V | G+ | G– | Gk  | P  | Továbbjutás                          |     | Német Demokratikus Köztársaság | Románia | Finnország | Albánia |
| ----- | ---------- | - | -- | - | - | -- | -- | --- | -- | ------------------------------------ | --- | ------------------------------ | ------- | ---------- | ------- |
| 1.    | NDK        | 6 | 5  | 0 | 1 | 18 | 3  | +15 | 10 | Kijutott az 1974-es világbajnokságra |     | —                              | 2–0     | 5–0        | 2–0     |
| 2.    | Románia    | 6 | 4  | 1 | 1 | 17 | 4  | +13 | 9  |                                      |     | 1–0                            | —       | 9–0        | 2–0     |
| 3.    | Finnország | 6 | 1  | 1 | 4 | 3  | 21 | −18 | 3  |                                      | 1–5 | 1–1                            | —       | 1–0        |         |
| 4.    | Albánia    | 6 | 1  | 0 | 5 | 3  | 13 | −10 | 2  |                                      | 1–4 | 1–4                            | 1–0     | —          |         |

### 5. csoport
| Hely. | Csapat        | M | Gy | D | V | G+ | G– | Gk | P | Továbbjutás                          |     | Lengyelország | Anglia | Wales |
| ----- | ------------- | - | -- | - | - | -- | -- | -- | - | ------------------------------------ | --- | ------------- | ------ | ----- |
| 1.    | Lengyelország | 4 | 2  | 1 | 1 | 6  | 3  | +3 | 5 | Kijutott az 1974-es világbajnokságra |     | —             | 2–0    | 3–0   |
| 2.    | Anglia        | 4 | 1  | 2 | 1 | 3  | 4  | −1 | 4 |                                      |     | 1–1           | —      | 1–1   |
| 3.    | Wales         | 4 | 1  | 1 | 2 | 3  | 5  | −2 | 3 |                                      | 2–0 | 0–1           | —      |       |

### 6. csoport
| Hely. | Csapat         | M | Gy | D | V | G+ | G– | Gk  | P  | Továbbjutás                          |     | Bulgária | Portugália | Észak-Írország | Ciprusi Köztársaság |
| ----- | -------------- | - | -- | - | - | -- | -- | --- | -- | ------------------------------------ | --- | -------- | ---------- | -------------- | ------------------- |
| 1.    | Bulgária       | 6 | 4  | 2 | 0 | 13 | 3  | +10 | 10 | Kijutott az 1974-es világbajnokságra |     | —        | 2–1        | 3–0            | 2–0                 |
| 2.    | Portugália     | 6 | 2  | 3 | 1 | 10 | 6  | +4  | 7  |                                      |     | 2–2      | —          | 1–1            | 4–0                 |
| 3.    | Észak-Írország | 6 | 1  | 3 | 2 | 5  | 6  | −1  | 5  |                                      | 0–0 | 1–1      | —          | 3–0            |                     |
| 4.    | Ciprus         | 6 | 1  | 0 | 5 | 1  | 14 | −13 | 2  |                                      | 0–4 | 0–1      | 1–0        | —              |                     |

### 7. csoport
| Hely. | Csapat        | M | Gy | D | V | G+ | G– | Gk | P | Továbbjutás  |  | Spanyolország | Jugoszlávia | Görögország |
| ----- | ------------- | - | -- | - | - | -- | -- | -- | - | ------------ |  | ------------- | ----------- | ----------- |
| 1.    | Spanyolország | 4 | 2  | 2 | 0 | 8  | 5  | +3 | 6 | Pótselejtező |  | —             | 2–2         | 3–1         |
| 2.    | Jugoszlávia   | 4 | 2  | 2 | 0 | 7  | 4  | +3 | 6 | Pótselejtező |  | 0–0           | —           | 1–0         |
| 3.    | Görögország   | 4 | 0  | 0 | 4 | 5  | 11 | −6 | 0 |              |  | 2–3           | 2–4         | —           |

### 8. csoport
| Hely. | Csapat        | M | Gy | D | V | G+ | G– | Gk  | P | Továbbjutás                          |     | Skócia | Csehszlovákia | Dánia |
| ----- | ------------- | - | -- | - | - | -- | -- | --- | - | ------------------------------------ | --- | ------ | ------------- | ----- |
| 1.    | Skócia        | 4 | 3  | 0 | 1 | 8  | 3  | +5  | 6 | Kijutott az 1974-es világbajnokságra |     | —      | 2–1           | 2–0   |
| 2.    | Csehszlovákia | 4 | 2  | 1 | 1 | 9  | 3  | +6  | 5 |                                      |     | 1–0    | —             | 6–0   |
| 3.    | Dánia         | 4 | 0  | 1 | 3 | 2  | 13 | −11 | 1 |                                      | 1–4 | 1–1    | —             |       |

### 9. csoport
| Hely. | Csapat        | M | Gy | D | V | G+ | G– | Gk | P | Továbbjutás                     |     | Szovjetunió | Franciaország | Írország |
| ----- | ------------- | - | -- | - | - | -- | -- | -- | - | ------------------------------- | --- | ----------- | ------------- | -------- |
| 1.    | Szovjetunió   | 4 | 3  | 0 | 1 | 5  | 2  | +3 | 6 | Interkontinentális pótselejtező |     | —           | 2–0           | 1–0      |
| 2.    | Franciaország | 4 | 1  | 1 | 2 | 4  | 5  | −1 | 3 |                                 |     | 1–0         | —             | 1–1      |
| 3.    | Írország      | 4 | 1  | 1 | 2 | 3  | 5  | −2 | 3 |                                 | 1–2 | 2–1         | —             |          |

## Interkontinentális pótselejtező
| 1. csapat   | Össz.Tooltip Aggregate score | 2. csapat | 1. mérk. | 2. mérk. |
| ----------- | ---------------------------- | --------- | -------- | -------- |
| Szovjetunió | játék nélkül1                | Chile     | 0–0      | 0–2      |

1 A Szovjetunió nem volt hajlandó pályára lépni a visszavágón és 2–0-ás végeredménnyel Chilének írták jóvá az eredményt.

## Kijutott csapatok
Az alábbi kilenc csapat jutott ki az UEFA-zónából az 1974-es labdarúgó-világbajnokságra.
| Csapat        | Kijutás             | Kijutás dátuma       | Korábbi részvételek a világbajnokságon1        |
| ------------- | ------------------- | -------------------- | ---------------------------------------------- |
| NSZK          | Rendező             | 1966. július 6.      | 7 (19342, 19382, 1954, 1958, 1962, 1966, 1970) |
| Svédország    | 1. csoport győztese | 1973. november 27.   | 5 (1934, 1938, 1950, 1958, 1970)               |
| Olaszország   | 2. csoport győztese | 1973. október 20.    | 7 (1934, 1938, 1950, 1954, 1962, 1966, 1970)   |
| Hollandia     | 3. csoport győztese | 1973. november 18.   | 2 (1934, 1938)                                 |
| NDK           | 4. csoport győztese | 1973. november 13.   | 0 (debütálás)                                  |
| Lengyelország | 5. csoport győztese | 1973. október 17.    | 1 (1938)                                       |
| Bulgária      | 6. csoport győztese | 1973. november 14.   | 3 (1962, 1966, 1970)                           |
| Jugoszlávia   | 7. csoport győztese | 1974. február 13.    | 5 (1930, 1950, 1954, 1958, 1962)               |
| Skócia        | 8. csoport győztese | 1973. szeptember 26. | 2 (1954, 1958)                                 |

1 Félkövérrel az adott év világbajnokai vannak jelölve. Dőlt betűvel az adott év rendezői kerültek feltüntetésre.
2 Németország néven.